# Кров'ю і потом: Анаболіки (фільм)
«Кров'ю і потом: Анаболіки» (англ. Pain & Gain) — американський комедійний бойовик режисера та продюсера Майкла Бея 2013 року, сюжет базується на реальній історії. У головних ролях Марк Волберг, Двейн Джонсон, Ентоні Макі.
Продюсуванням картини також зайнялися Іан Брайс і Дональд Де Лайн. В Україні прем'єра пройшла 25 квітня 2013 року.

## Сюжет
Деніел Луго — тренер з фітнесу. Одного разу він вирішує змінити своє життя. За допомогою двох культуристів, Пола Дойла і Едріана Дорбай, він викрадає бізнесмена Віктора Кершоу, який займається у нього в фітнес-центрі. Основна мета — змусити Кершоу переписати майно на викрадачів. Однак навіть із зав'язаними очима бізнесмен впізнає Деніела, що ставить під удар всю операцію. Після довгих катувань Кершоу підписує необхідні документи і приятелі вирішують його вбити. Але, попри всі їхні старання, бізнесмен виживає.
Трійця живе в своє задоволення, а тим часом Кершоу наймає приватного детектива Еда Дюбуа, щоб він знайшов викрадачів і повернув Кершоу його майно.
З метою створення спільної справи, що приносить чималий прибуток, Деніел Луго зв'язується з бізнесменом Френком Гріга. Під час посиденьок вдома у Едріана Дорбай Луго ненавмисно вбиває Гріга, а пізніше Дорбай також ненавмисно вбиває коханку бізнесмена. Приятелі позбуваються тіл, розчленовуючи їх і скидаючи в річку. Але поліція вже йде слідом культуристів. Останнім заарештовують Луго. На суді Дойл в усьому зізнається і називає Луго маніпулятором.
Деніела Луго і Едріана Дорбай засуджують до смертної кари. Пол Дойл обмежується 15-річним терміном за «співпрацю зі слідством».

## У ролях
| Актор            | Персонаж                                | Роль                                             |
| ---------------- | --------------------------------------- | ------------------------------------------------ |
| Марк Волберг     | Даніель Луґо (англ. Daniel Lugo)        | пересічний культурист, займається у залі Sun Gym |
| Двейн Джонсон    | Пол Дойл (англ. Paul Doyle)             | злочинець, вийшов на волю                        |
| Ентоні Макі      | Едріан Дурбел (англ. Adrian Doorbal)    | друг Даніеля                                     |
| Тоні Шалуб       | Віктор Кершоу (англ. Victor Kershaw)    | бізнесмен, займається у спортзалі Sun Gym        |
| Ед Гарріс        | Ед Ду Бої (англ. Ed Du Bois)            | приватний детектив                               |
| Бар Палі         | Соріна Лумініца (англ. Sorina Luminita) | румунська стриптизерка                           |
| Роб Кордрі       | Джон Міс (англ. John Mese)              | власник фітнес-клубу                             |
| Ребел Вілсон     | Рамона Елдрідж (англ. Ramona Eldridge)  | лікар-уролог, дружина Едріана                    |
| Кен Джонг        | Джонні Ву (англ. Johnny Wu)             | інфорекламний мотиваційний гуру                  |
| Ларрі Генкін     | Ренді (англ. Randy)                     | пастор                                           |
| Петер Стормаре   | Бьйорнсон (англ. Bjornson)              | доктор                                           |
| Віоріка Пінеда   | Хейворт (англ. Hayworth)                | детектив                                         |
| Володимир Кличко | камео                                   | спортсмен, боксуючий у залі Sun Gym              |

## Сприйняття

### Критика
Станом на 22 квітня 2013 року рейтинг очікування фільму на сайті Rotten Tomatoes становив 97 % із 14,053 голосів, на Kino-teatr.ua — 100 % (1 голос).
Фільм отримав змішані відгуки: Rotten Tomatoes дав оцінку 47 % на основі 123 відгуків від критиків (середня оцінка 5,5/10) і 65 % від глядачів із середньою оцінкою 3,5/5 (22,037 голосів), Internet Movie Database — 7,0/10 (3 775 голосів), Metacritic — 45/100 (36 відгуків критиків) і 6,8/10 від глядачів (30 голосів).

### Касові збори
Під час показу у США, що почався 26 квітня 2013 року, фільм показали у 3,277 кінотеатрах і він зібрав $20,000,000, що на той час дозволило йому зайняти 1 місце серед усіх прем'єр. В американському прокаті фільм зібрав $20,000,000. Всього фільм зібрав $ 87 305 549 при бюджеті в $26 млн..